# Purgatorio (Divina comedia)

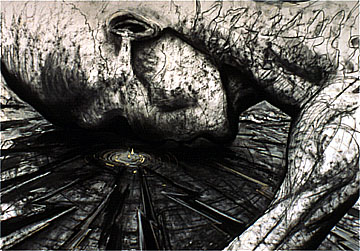
El purgatorio de los avaros de Jennifer Strange.

El Purgatorio es el segundo de las tres partes de La Divina Comedia de Dante Alighieri. Lo antecede el del Infierno y le sigue el del Paraíso. El Purgatorio de Dante se divide en Antepurgatorio, Purgatorio y Paraíso terrestre. La estructura moral del Purgatorio sigue la clasificación tomística de los vicios del amor mal dirigido, y no hace referencia a culpas específicas. Se divide en siete giros, en los cuales se expían los siete pecados capitales: soberbia, envidia, ira, pereza, avaricia, gula, lujuria. Al pie de la montaña se encuentra el Antepurgatorio, y en la cima el Paraíso terrestre. Su estructura es peculiar a la del Infierno,  pues si aquel es un abismo este es una montaña, y el orden de las penas sufre un giro muy inesperado: el camino de Dante va del pecado más grave al más leve (que es la lujuria, o amor que se excede en la medida). Cada giro tiene un custodio angélico, y precisamente los ángeles de la humildad, de la misericordia, de la mansedumbre, de la solicitud, de la justicia, de la abstinencia y de la castidad; en cada giro, además, los que expían las culpas tienen ante sí ejemplos del vicio castigado y de la virtud opuesta. En la entrada del Paraíso terrestre, Virgilio debe separarse del poeta. Como guía en esta parte Dante tendrá al poeta latino Estacio, quien lo conducirá al jardín celeste, donde lo acogerá Matelda, quien es una anticipación de la aparición de Beatriz. Las almas del Purgatorio ya están salvadas, pero antes de llegar al Paraíso, para expiar sus pecados deben subir la montaña como hacían en los tiempos de Dante los peregrinos que se dirigían hacia Roma o Santiago de Compostela para hacer penitencia. Cada alma debe por consiguiente recorrer todo el camino y purificarse en cada giro del pecado correspondiente. Para facilitar su encuentro con determinados personajes, el autor los coloca en el giro de su pecado más relevante. El Purgatorio tiene la función específica de expiación, reflexión y arrepentimiento, y es solo a través del camino, es decir de la peregrinación hacia Dios, que el alma puede aspirar a la redención. Esto también vale para Dante, quien al principio tiene grabadas en la frente siete P, que simbolizan los siete pecados capitales. Al final de cada giro el ala del ángel guardián borra una de ellas, indicando que el pecado específico ha sido expiado.

## Introducción

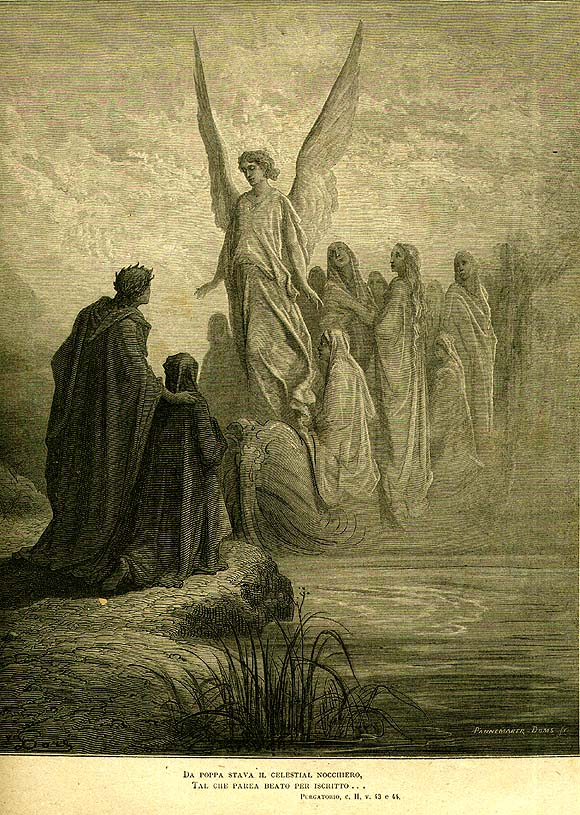
Algunas almas cristianas que llegan, van cantando y son escoltadas por un ángel en el Canto 2, en un grabado de Gustavo Doré.

Tras sobrevivir a las profundidades del infierno (descritas en el Infierno), Dante y Virgilio ascienden hacia la Montaña del Purgatorio en la zona opuesta del planeta. Se trata de una isla, la única en el hemisferio sur. Dante sitúa el infierno exactamente debajo de Jerusalén, en una grieta formada debido a la caída de Satán. El Monte Purgatorio, exactamente en la zona opuesta del mundo, se creó por el desplazamiento de tierra que siguió a ese evento. Dante anuncia su intención de describir el Purgatorio invocando a las míticas Musas, como hizo en el Canto II del Infierno:

"y cantaré a aquel segundo Reino,

donde se purifica el espíritu humano,

y se hace digno subir al Cielo.

Resucite aquí, pues, la muerta poesía,

¡oh santas Musas!, pues que soy vuestro,"

En un sentido alegórico el Purgatorio representa la vida penitente en la concepción cristiana. En contraste al barquero Caronte cruzando el Aqueronte en el Infierno, las almas de los cristianos llegan al purgatorio escoltadas por un ángel, cantando In exitu Israel de Aegypto (Canto II). En sus Cartas para Cangrande, Dante explica que esto hace referencia a la salida de Israel a Egipto referidas ambas acerca de la redención de Cristo y acerca de "la conversión del alma desde la agonía y la miseria del pecado hacia el estado de gracia." Apropiadamente, es el Domingo de Pascua cuando Dante y Virgilio llegan.
El Purgatorio es notable porque muestra el conocimiento medieval acerca de que la tierra era esférica. Durante el poema, Dante discute las diferentes estrellas visibles en el hemisferio sur, la posición alterada del Sol, y las diferentes zonas horarias de la tierra. En este momento es cuando, según dice Dante, el sol se pone en Jerusalén, y es media noche en el río Ganges (con la constelación Libra en el cielo occidental), y la aurora en el Purgatorio:

"Ya estaba el sol al horizonte junto

cuyo meridiano círculo cubre

a Jerusalén en su más alto punto,

y la noche, que opuesta a el sol gira,

salía del Ganges con las Balanzas,

de cuyas manos se cae cuando se alarga;

de modo que las blancas y rosadas mejillas

donde yo estaba, de la bella Aurora

por la mayor edad ya eran naranjas."

## Ante Purgatorio

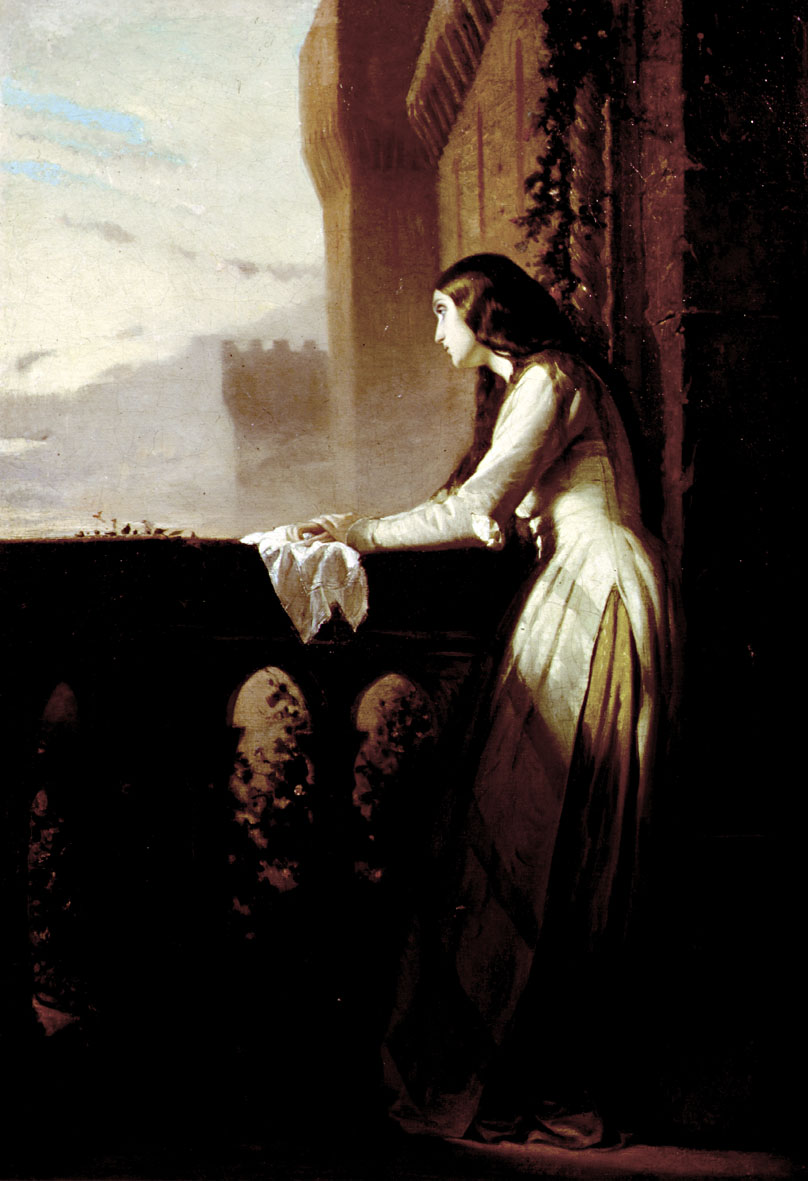
Pia de' Tolomei (La Pia) en una pintura de Stefano Ussi, Canto 5.

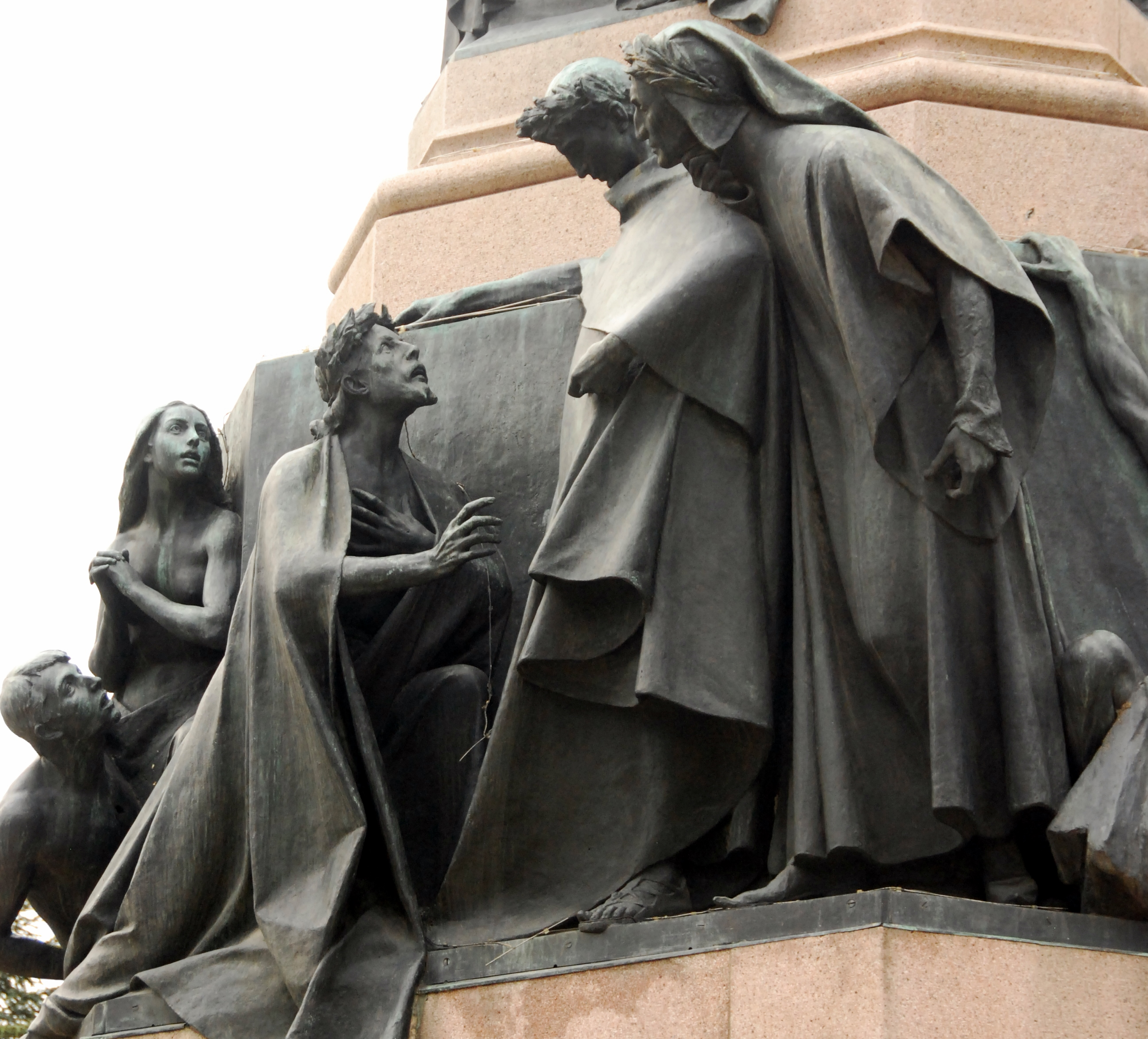
Dante y Virgilio se encuentran con Sordello, escultura de Cesare Zocchi, Canto 7.

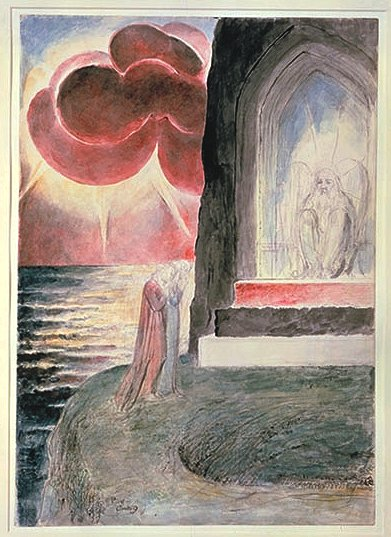
La puerta del Purgatorio, pintura de William Blake, Canto 9.

En las orillas del Purgatorio, Dante y Virgilio encuentran a Catón, un pagano que ha sido nombrado por Dios guardián del pie del monte. En la zona baja de la pendiente (llamada "Antepurgatorio" por los comentadores), ellos llegan a conocer dos clases principales de almas cuya penitente vida cristiana fue retardado o deficiente: Los excomulgados y los arrepentidos de forma tardía. Los Primeros son detenidos aquí por un periodo treinta veces de largo como su periodo de contumacia o terquedad. Los segundos incluyen a los demasiado perezosos o preocupados por su arrepentimiento, y aquellos que se arrepintieron en el último minuto sin haber recibido formalmente la unción de los enfermos, como resultado de muertes violentas. Estas almas serían aceptadas en el Purgatorio gracias a su genuino arrepentimiento, pero tendrían que esperar ahí por un tiempo igual al tiempo que permanecieron en la tierra.
Entre los excomulgados se encuentra Manfredo de Sicilia (Canto III). Entre los perezosos se encuentra Belacqua, con lo que Dante se encuentra aliviado de encontrarlo aquí y no en el infierno(Canto IV):

"... Belacqua, 

ya más de ti no me conduelo; ..."

Entre los que no recibieron la última unción se encuentra Pia d'Tolomei de Siena, quien fue asesinada por su esposo, Nello della Pietra de la Maremma (Canto V):

"Quizá recuerdes que soy La Pia;

Siena me hizo, y Maremma me deshizo:

saberlo tiene quien, cuando casados fuimos, plegaria suya me dio

y luego, como alianza nupcial una de sus gemas."

En esta categoría también está Sordello, quien como Virgilio, era de Mantua. Cuando Sordello descubre la identidad del eminente poeta, llega a inclinarse en honor a él. Esto ayuda a mantener a Virgilio en primer plano dentro del poema, ya que (como residente del Limbo) Virgilio era el menos calificado como guía aquí que como lo era en el infierno. Como residente del Purgatorio, Sordello está capacitado para explicar la Regla de la Montaña: que luego de la puesta del sol las almas son literalmente incapaces de seguir escalando más peñas. Alegóricamente, el Sol representa a Dios, significando que el progreso en la penitente vida cristiana solo puede llegar a hacerse mediante la gracia divina (del Cantos VI al VII).
Desde que el Sol se pone, Dante y sus compañeros se detienen para pasar la noche en un hermoso valle donde llegan a conocer a personas a quienes sus preocupaciones acerca de sus deberes públicos y personales obstaculizaron su progreso espiritual, especialmente fallecidos monarcas como Rodolfo I, Otakar, Felipe el Calvo, y Enrique III (Cantos VII y VIII).
A medida que se acerca la noche, las almas cantan las Completas Salve Regina y Te lucis ante terminum (otro canto cristiano de aquella época). La hermosa descripción de Dante acerca de la noche en el valle fue la inspiración de similares pasajes en la obra de Lord Byron Don Juan:
| Purgatorio, Canto VIII, 1–6 (Longfellow) | Don Juan, Canto 3, CVIII, 1–6 |
| --- | --- |
| Era ya la hora cuando la nostalgia vuelve a los navegantes y les enternece el corazón el día que a los dulces amigos han dicho adiós; y cuando del mar el nuevo peregrino de amor se acongoja oyendo a lo lejos la esquila como si el día llorara que se muere; | Dulce momento! tu que mueves los deseos y derrites el corazón de aquellos que navegan el mar, en el primer día cuando ellos de sus dulces amigos son alejados; O cuando llenas de amor al peregrino en su camino Tal como las campanas vespertinas lo hacen comenzar, Pareciendo que llorara la muerte del día que se va; |

Caminando desde un sueño, Dante se da cuenta de que había sido llevado a la puerta correcta del purgatorio. Esta puerta tiene tres caminos: Blanco pulido (reflejando la pecaminosidad del verdadero yo del penitente), Negro (el color del luto, con grietas en forma de Cruz), y Roja (simbolizando la sangre de Cristo y la restauración de la vida plena o verdadera) (Canto IX).
La puerta estaba custodiada por un ángel que usa la hoja de su espada para escribir la letra "p" (significando peccatum, pecado) siete veces en la frente de Dante, ordenándole "Haz que lave,
cuando esté dentro, estas llagas." El ángel usa dos llaves, de plata (remordimiento) y de oro (reconciliación) para abrir la puerta, siendo ambas necesarias.

## Las siete gradas del Purgatorio
Desde la puerta del Purgatorio, Virgilio guía a Dante a través del peregrino sus siete terrazas. [17] También es elaborado principalmente a partir de La teología cristiana, y no de las fuentes clásicas. [18] El núcleo de la clasificación se basa en el amor, con las primeras tres terrazas del purgatorio en relación con el amor pervertido dirigido a los daños reales de los demás. La terraza de la cuarta se refiere al amor deficiente (es decir, la pereza o acedia), mientras que las últimas tres terrazas se relacionan con el amor excesivo o desordenado de las cosas buenas. [16]
Cada terraza purga un pecado en particular de manera adecuada (aquellos en el purgatorio pueden dejar voluntariamente su círculo, pero solo lo hará cuando se haya corregido el defecto dentro de sí mismos que llevaron a cometer el pecado). La estructura de la descripción poética de estas terrazas es más sistemática que la del Infierno, [19] y se asocia con cada terraza son una oración apropiada, una bienaventuranza, y los ejemplos históricos y mitológicos del pecado mortal pertinentes y de su virtud opuesta.

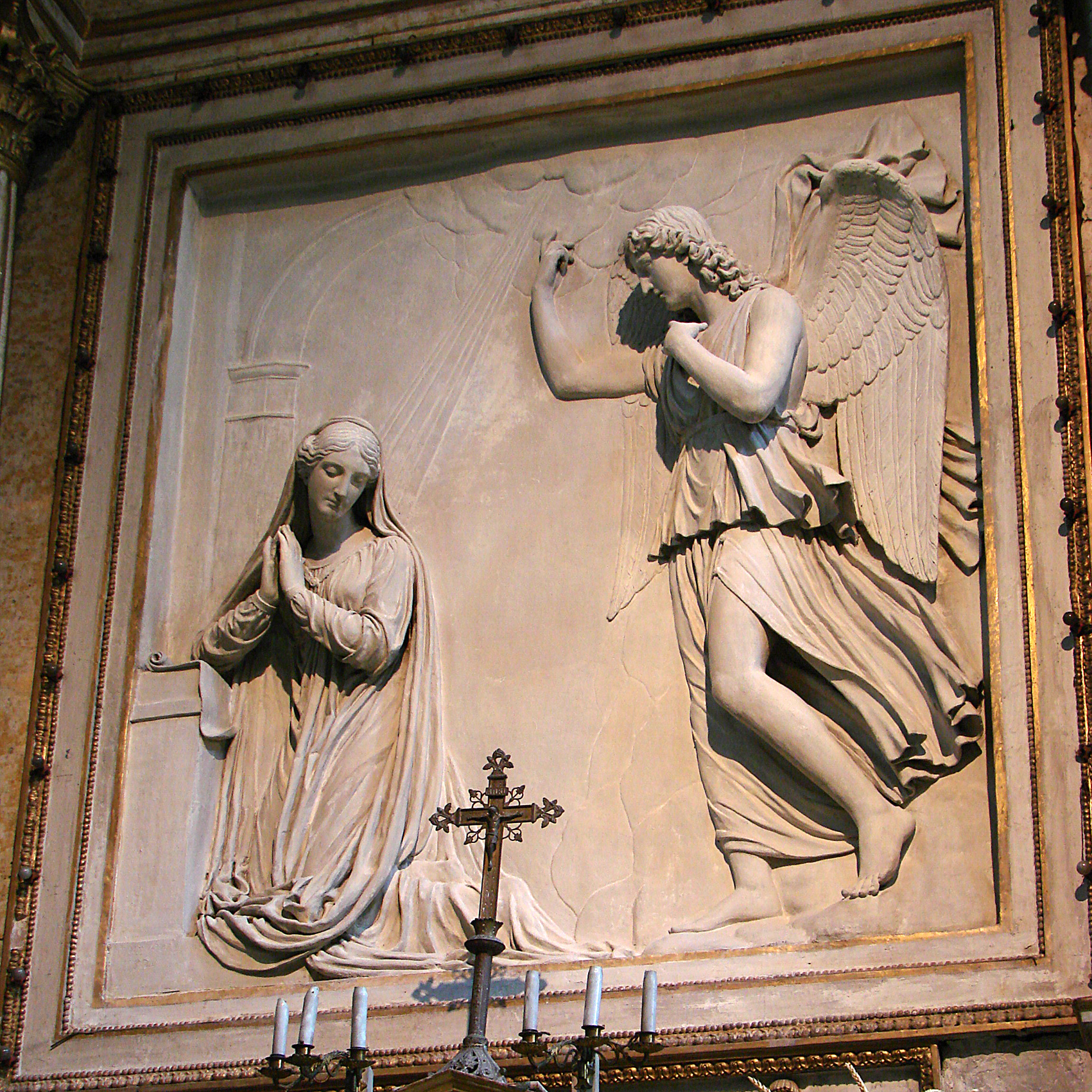
El primer ejemplo de humildad está dado por la Anunciación. Relieve en la catedral de Auch, Canto 10.

### Primera Grada (El orgullo)
Las tres primeras terrazas del Purgatorio están relacionadas con pecados causados por un mal amor que de alguna forma llega a herir a la persona amada. El primero de estos es el Orgullo. En la terraza hay almas orgullosas purgando sus culpas, Dante y Virgilio ven hermosas esculturas expresando humildad, la virtud opuesta. El primer ejemplo es la Anunciación de la Virgen María, donde ella responde al ángel Gabriel con las palabras Ecce ancilla Dei ("He aquí la esclava del Señor," Lucas 1:38). Un ejemplo de humildad de la historia clásica es cuando el emperador Trajano, de acuerdo con una leyenda medieval, en una ocasión paró su jornada para hacer justicia a una pobre viuda (Canto X).
También asociado con la humildad está el Padre nuestro:

Padre nuestro, que en el cielo estás,

no circunscrito, mas por el más amor

que a los primeros efectos allá arriba has.

Alabado sea tu nombre y tu valor

de toda criatura, porque es digno

rendir gracias a tu dulce vapor.

Venga a nosotros la paz de tu reino,

que a ella por nosotros no podemos no,

si ella no viene, con todo nuestro ingenio.

Como de su querer los ángeles tuyos

te ofrecen sacrificio, cantando hosanna,

así también los hombres del suyo.

Danos hoy el cotidiano maná,

sin el cual por este áspero desierto

atrás se vuelve cuando más de ir se afana.

Y como nosotros el mal que hemos sufrido

perdonamos a cada uno, también tú perdona

benigno, y no mires nuestro merecido.

Nuestra virtud que fácilmente se rinde,

no pruebes con el antiguo adversario,

mas líbranos de él, que así la incita."

La construcción de la Torre de Babel fue para Dante un ejemplo de orgullo. Obra de Pieter Brueghel el Viejo, Canto 12.

Luego de haber sido introducidos en la humildad, Dante y Virgilio conocen las almas de los orgullosos, quienes han sido doblados por el peso de enormes piedras en sus espaldas. Mientras ellos caminan por la terraza, pueden llegar a ver y analizar los ejemplos de humildad en las esculturas. La primera de estas almas es Omberto Aldobrandeschi, cuyo orgullo está junto a él en su descenso ("Yo era un Italiano, hijo de un gran Toscano: / mi padre fue Guiglielmo Aldobrandesco"), aunque está aprendiendo a ser más humilde ("Yo / no sé si habéis oído su nombre"). Oderisi de Gubbio es un ejemplo de orgullo a causa de logros – él era un reconocido artista por sus manuscritos iluminados. Provenzano Salvani, el líder de los gibelinos sieneses, es un ejemplo del orgullo a causa del poder sobre otros (Canto XI).
En el Canto XIII, Dante señala, con "franca autoconciencia" que el orgullo es un defecto en él:

"yo sufro mucho más la pena debajo;

mi alma ansiosa está, en suspenso; preparada

siento el gran peso de la primera terraza"

Luego de la conversación con el orgulloso, Dante ve algunas esculturas mucho más alejadas, estas ilustraban el orgullo mismo. Estas mostraban a Satanás (Lucifer), la Torre de Babel, el rey Saúl, a Aracne, el rey Roboam, y otros. Luego los poetas ascienden a la siguiente terraza, Un ángel cepilla con sus alas la frente de Dante, borrando la letra "P" (peccatum) correspondiente al pecado del orgullo, y Dante oye la beatitud Beati pauperes spiritu ("Benditos son los pobres en espíritu" Mateo 5:3) (Canto XII).

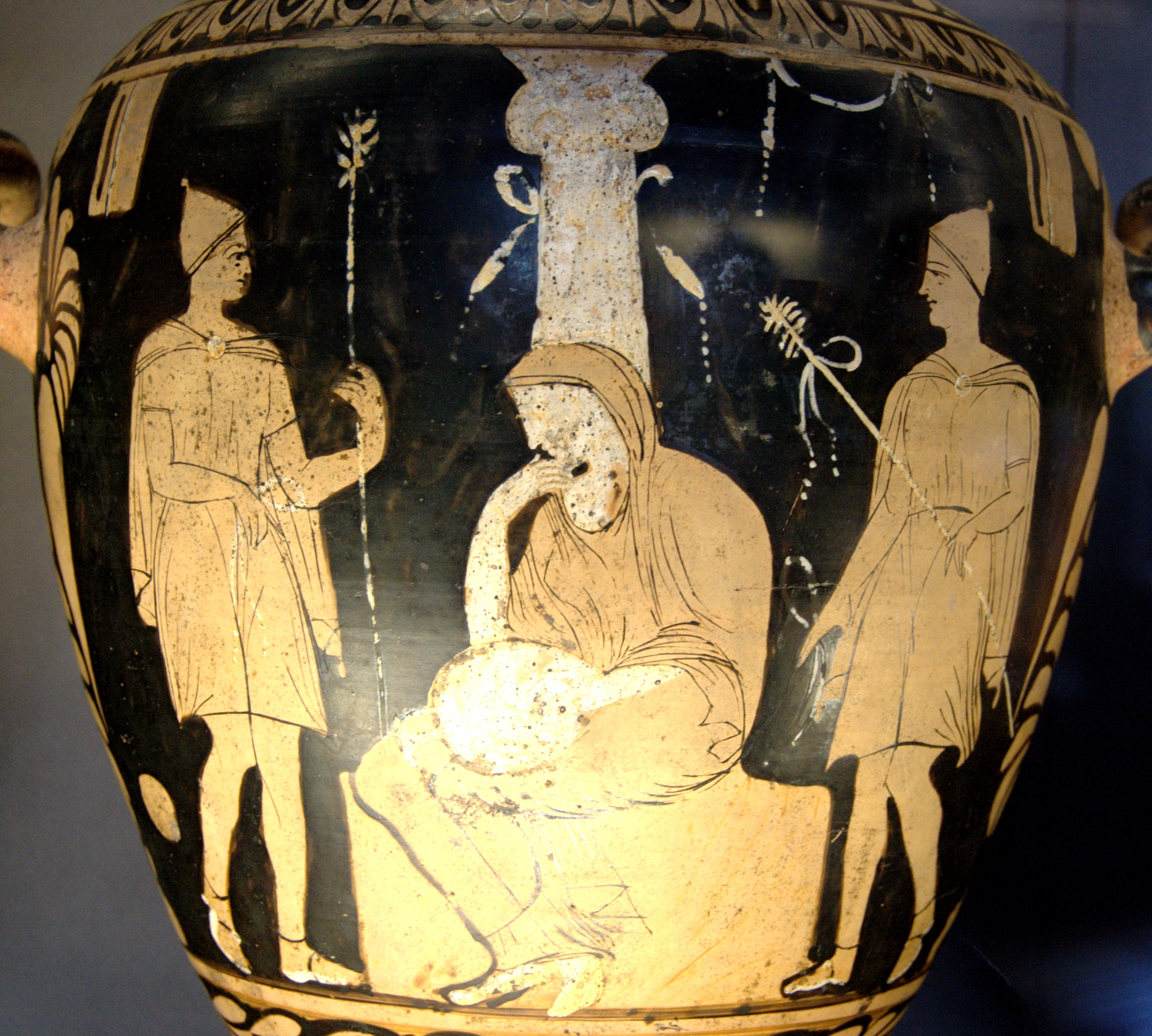
El ejemplo de generosidad clásica de Dante es la amistad entre Orestes y Pílades. De acuerdo con Cicerón De Amicitia, Pilades pretendió ser Orestes para evitarle a este la ejecución que a este le esperaba, Canto 13.

### Segunda Grada (La Envidia)
La envidia era el pecado que "mira con deseo y repudio la fortuna y riquezas de otros, tomando cualquier oportunidad para quitarles o privarles de su felicidad" Tal como una de las almas envidiosas dice:

"Mi sangre estaba hirviendo con tanta envidia, que,

cuando llegaba a ver a un hombre ser feliz,

hubieras podido ver la lividez que me invadía."

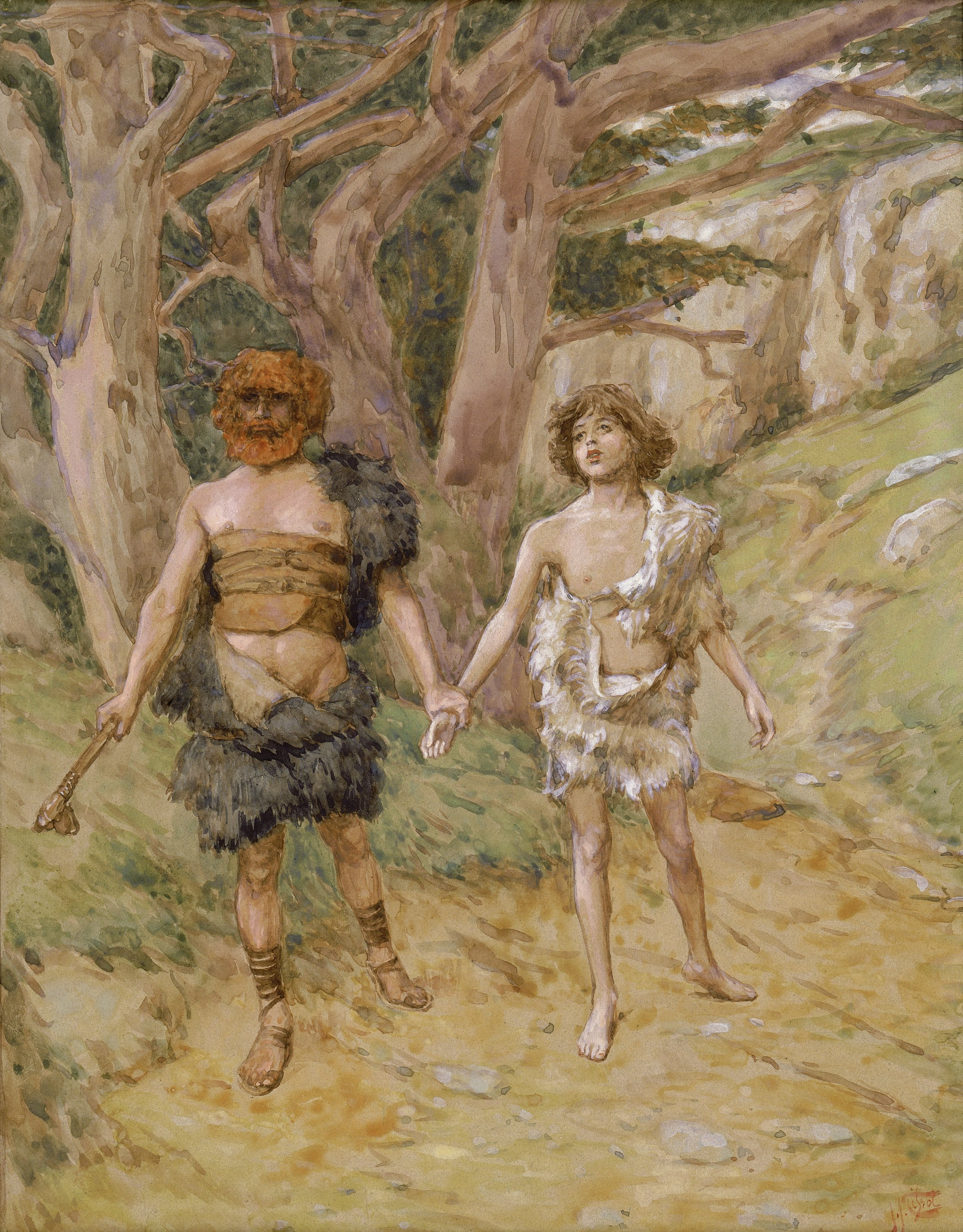
Caín celoso de su hermano Abel, ejemplo de Dante sobre la envidia, pintado por James Tissot, Canto 14.

Al entrar a la terraza de los envidiosos, Dante y Virgilio en un primer momento oyen voces contando historias acerca de la generosidad, la virtud opuesta. Aquí, tal como en las otras terrazas, hay un episodio de la vida de la Virgen María. Además, hay una historia clásica, la amistad de Orestes y Pílades, y Jesús predicando "Ama a tus enemigos." Las almas de los envidiosos vestían túnicas grises de penitencia, y tenían sus ojos cosidos con alambre de hierro, recordando la forma en cómo los cetreros cosían los ojos de sus halcones para lograr entrenarlos – así se les hacía más necesario poder oír que poder ver, como en este ejemplo (Canto XIII).
Las almas de los envidiosos incluyen a Guido del Duca, quien les habla amargamente sobre los principios éticos de las personas que vivían a lo largo del río Arno:

"Entre brutos puercos, dignos más de bellotas

que de otro pasto propio del humano uso,

arrastra primero su pobre curso.

Perros encuentra luego, siguiendo abajo,

que gruñen más de lo que les toca,

y de ellos desdeñoso tuerce el morro.

Vase cayendo; y cuando más engorda,

tanto más haya perros hacerse lobos

la maldita y desventurada fosa.

Bajando luego por piélagos más hondos,

encuentra zorros tan llenos de fraude,

que no temen ingenio que los entrampe."

Las voces en el aire también incluyen ejemplos de envidia. Uno clásico es el de Aglauros, quien (según Ovidio) fue convertido en piedra porque estaba celosa del amor de Hermes por su hermana mayor Herse. Un ejemplo bíblico es Caín, mencionado aquí no por su acto de fratricidio, sino por los celos que lo llevaron a él (Canto XIV).
A medida que va saliendo de la terraza, la deslumbrante luz emitida por el ángel de la terraza hace que Dante revele un poco de su conocimiento científico, pues observa que el ángulo de incidencia de la luz es igual al ángulo de reflexión "tal como la teoría y los experimentos habían demostrado" (Canto XV).

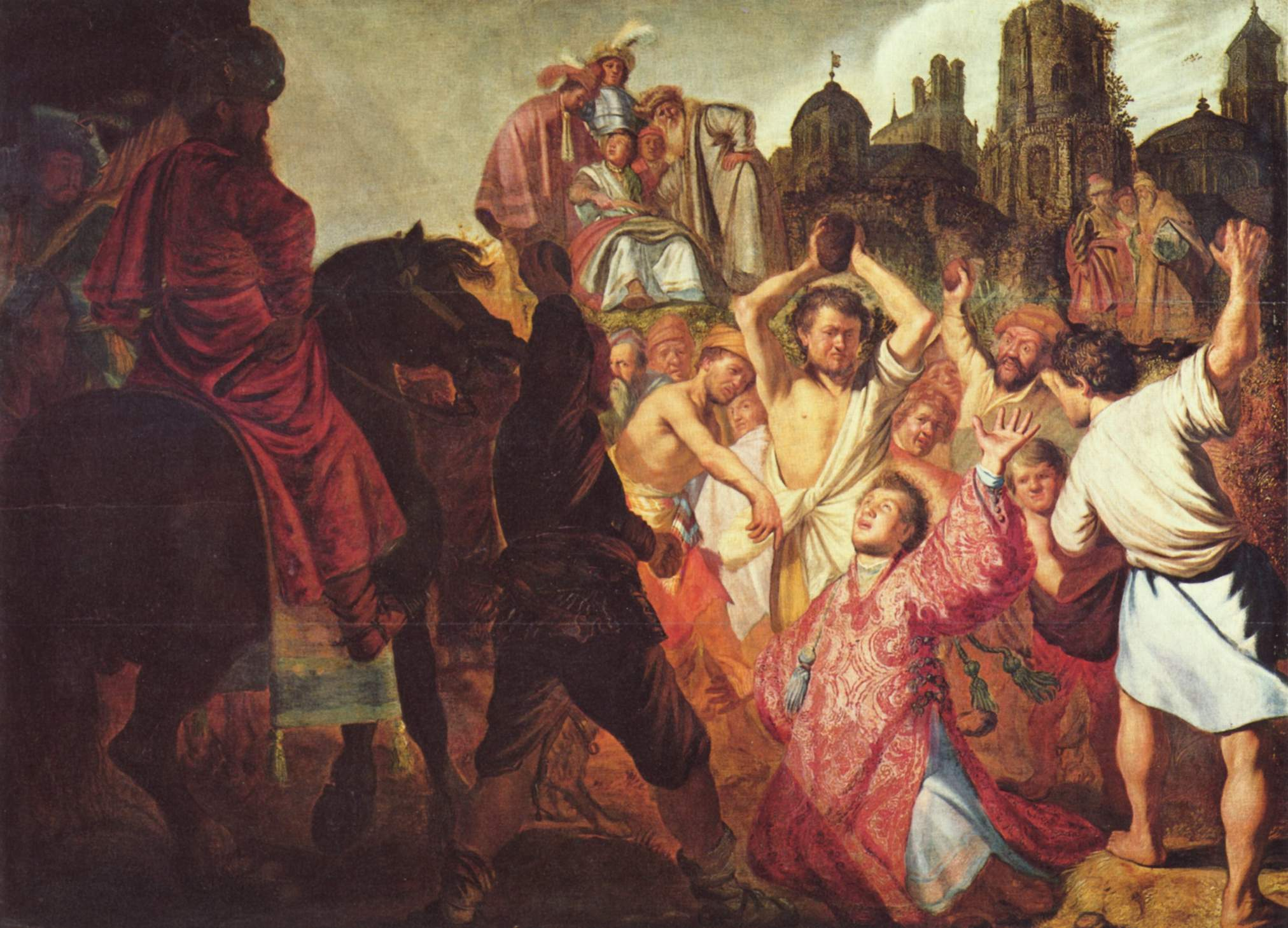
El apedreamiento de San Esteban brinda claro ejemplo de la ira, tanto como de mansedumbre por parte del santo, siendo esta la virtud opuesta. Pintado por Rembrandt, Canto 15.

### Tercera Grada (La Ira)
En la terraza de los iracundos, ejemplos de mansedumbre, la virtud opuesta, son mostrados a Dante como visiones en su mente. Como ejemplo clásico tenemos a la esposa de Pisístrato pidiendo por la ejecución de un hombre que había abrazado a su hija, a esto Pisístrato habría respondido: "Que debiéramos hacer a alguien que nos hiere / si alguien que nos ama aprende (con el significado de temer) de nuestra condena?" San Esteban brinda un ejemplo bíblico, señalado en Hechos de los Apóstoles 7:54–60 (Canto XV):

"Después vi gente inflamadas en ira,

con piedras matar a un jovencito, unidos en

un solo y fuerte grito: ¡Mátalo, mátalo, mátalo!

Y lo veía inclinarse, por la muerte

que ya le pesaba, hacia la tierra,

mas con los ojos siempre al cielo alzados,

orando al alto Sire, entre tanta guerra,

que perdonase a sus perseguidores,

con aquel semblante que a piedad lleva."

Las almas de los iracundos caminaban en fumarolas de acre, esto simboliza el cegador efecto del enojo:

"Oscuridad de infierno y de noche priva

de todo planeta, bajo pobre cielo,

cuanto ser puede de nubes atenebrada,

no cubrió mi rostro de tan espeso velo,

como aquel humo que allí nos cubría,

ni nunca hubo más áspero pelo,

que el ojo abierto sufrir podría;"

Marco Lombardo discute con Dante acerca del Libre albedrío – un tema relevante, ya que no hay razones para discutir con alguien que no tiene control sobre sus acciones (Canto XVI). Dante también tiene visiones con ejemplos de ira, tales como Procne, Amán y Lavinia. La oración de esta terraza es el Agnus Dei: "Agnus Dei, qui tollis peccata mundi, miserere nobis... dona nobis pacem." ("Cordero de Dios, tú que quitas el pecado del mundo, ten piedad de nosotros... danos la paz.") (Canto XVII).
En este punto Virgilio explica a Dante la organización del purgatorio y su relación con el amor pervertido, deficiente o mal dirigido. Las terrazas que habían recorrido hasta el momento habían borrado la soberbia ("Aquel que a través de la humillación de otros, / espera la supremacía"), la envidia ("Ese quien, cuando es superado, / teme la propia perdida de su fama, de poder, de honor, y favor; / deseando con locura el infortunio de sus vecinos."), y la ira ("Aquel, sobre lastimado / recibido, resentido, por venganza codicioso / y, con enojo, busca dañar a los otros."). Todos ellos, amores mal direccionados. (Cantos XVII y XVIII).

### Cuarta Grada (La Pereza)
En la cuarta terraza se podrían encontrar las almas de aquellos que pecaron por descuido lo que sería la Pereza. Desde el momento en vida en que se falla al buscar el amor, aquí son condenados a incesantes trabajos. Los ejemplos de entusiasmo o energía, las virtudes opuestas, son clamados por las almas que recorren la terraza. Estos ejemplos incluyen episodios de la vida de la Virgen María, Julio César y Eneas. Esta actividad, además, remplaza las oraciones verbales de esta terraza. Estos perezosos están demasiado ocupados siquiera para conversar durante sus trabajos, por ello esta es una de las secciones más cortas del poema.
Alegóricamente, la pereza espiritual y la falta de cuidado llevan a la tristeza, la buenaventuranza de esta terraza es Beati qui lugent ("Benditos sean los que sufren, pues serán reconfortados," Mateo 5:4) (Canto XVIII y XIX).
Al caer la segunda noche, con los poetas aún en la terraza, Dante sueña con una Sirena, símbolo del amor desordenado o excesivo representado por la avaricia, la gula y la lujuria. (Canto XIX).

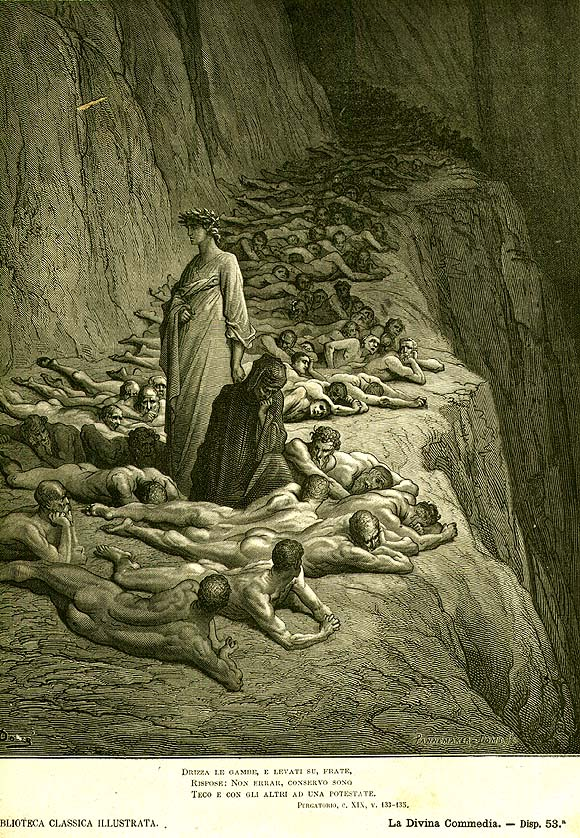
Los espíritus de la quinta terraza yacen boca abajo, Canto 19.

### Quinta Grada (La Avaricia)
En las tres últimas terrazas se encuentran los que pecaron por amar buenas cosas, pero amándolas excesivamente o desordenadamente. En la quinta terraza, la excesiva preocupación por los bienes terrenales, ya sea codiciosamente o extravagantemente, es castigada y purificada, y los avaros y los adinerados yacen boca abajo al suelo, sin posibilidad de moverse. Sus oraciones son Adhaesit pavimento anima mea, tomada de Salmos 119:25 ("Mi alma esta adeherida al polvo, vivificame con Tu Palabra,"), una oración que expresa el deseo de seguir las Leyes de Dios(Canto XIX).
En esta terraza, Hugo el Grande se lamenta, en contraste, cómo la avaricia había motivado las acciones de sus sucesores, y "profetiza" eventos que sucederían luego de la época en la que se ubica al poema, pero antes de la época en que es escrito el poema:

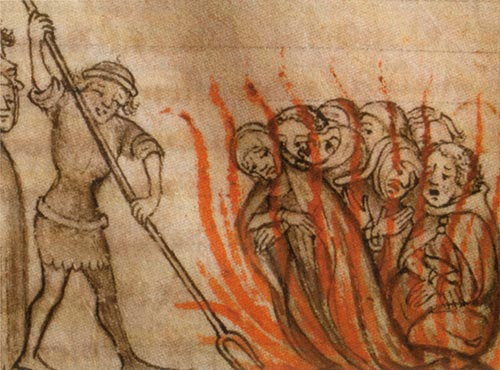
Los Templarios siendo quemados por supuesta herejía, acusación motivada por Felipe IV de Francia. Desde el punto de vista de Dante, esta fue una acción política motivada por la avaricia, Canto 20.

"Al otro, que hasta salió preso en una nave,

veo vender a su hija pactando precio,

como los corsarios hacen de otras esclavas.

¡Oh avaricia! ¿qué más puedes hacer,

que así te has apropiado de mi sangre

que ni te cuidas de tu propia carne?

Para que menos se vea el mal futuro y pasado,

veo en Anagni entrar la flor de lis,

y en su vicario quedar Cristo encarcelado.

Véolo ser de nuevo burlado;

veo renovar el vinagre y la hiel,

y entre vivos ladrones ser occiso.

Veo al nuevo Pilato, una vez tan cruel,

que ni eso lo sacia, pues sin decreto

hasta el Temple lleva las codiciosas velas."

Entre estos eventos se incluyen cómo Carlos II de Nápoles dio a su hija en matrimonio a un anciano de mala fama, y cómo Felipe IV de Francia ("el hermoso") arrestó al Papa Bonifacio VIII en 1303 (uno de los papas destinados al infierno, de acuerdo con la narración en el Inferno, pero aun así, según las ideas de Dante este era el vicario de Cristo). Dante también comenta acerca de la destrucción de la Orden de los Templarios por deseos de Felipe en 1307, lo que liberó a Felipe de las deudas que tenía con la orden (Canto XX).
En una escena, que Dante relaciona con el episodio en el que Jesús se aparece a dos discípulos en el camino hacia Emaús, Dante y Virgilio son alcanzados por el poeta Estacio (aprox. 45-96 d. C.), a quien Dante presenta, aunque no en bases obvias o entendibles, como un convertido al Cristianismo. Acababa de finalizar su purificación en aquel círculo, y, como cristiano, su guía sería apta para complementar la de Virgilio. (Canto XXI).

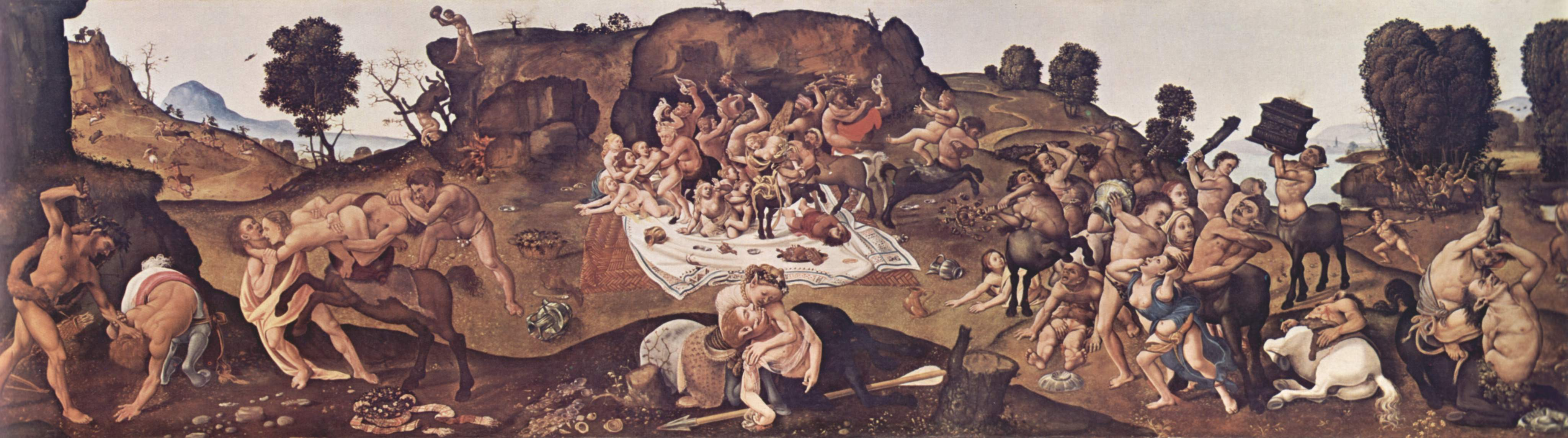
La Batalla entre Lápitas y Centauros es un ejemplo clásico de gula. Pintado por Piero di Cosimo, Canto 24.

### Sexta Grada (La Gula)
La sexta terraza purifica a los glotones, y en general, a todos aquellos que a pesar de estar satisfechos insistían al comer, beber, saciar su cuerpo. En una evocadora escena del castigo de Tántalo, los glotones mueren de hambre ante árboles llenos de frutos que nunca estarán a su alcance. En este círculo los ejemplos son dados por voces que se escuchan entre los árboles. Juan el Bautista, quien solamente vivía de langostas y miel (Mateo 3:4), es un ejemplo de las virtudes opuestas, templanza o moderación; mientras que un ejemplo clásico de gula es cuando los Centauros ebrios se enfrentan a los Lápitas.
El rezo para esta terraza es los labios me dominan (el Salmo 51:15: " Oh Señor, abre mis labios, y mi boca declarará su alabanza " 49) Estos son las palabras de apertura de la Liturgia diaria de la horas.(los rezos para las quintas y séptimas terrazas también son tomados de la Liturgia de las Horas) (Canto XXII a XXIV). Aquí Dante también encuentra a su amigo Forese Donati y su precursor poético Bonagiunta Orbicciani. Bonagiunta tiene palabras amables para el poema más temprano de Dante, La Vita Nuova, describiéndolo como el nuevo estilo dulce, y cotizando la línea " las Damas que tienen la inteligencia de amor, " 51 escrito en la alabanza de Beatriz, a quién él encontrará más tarde en el Purgatorio:

" Las damas que tienen la inteligencia de Amor, 

 yo de mi señora desean con usted hablar;

No, que yo pueda creer para terminar su alabanza,

Pero al discurso que puedo aliviar mi mente.

Digo que cuando pienso sobre su valor,

Tan dulce que se hace sentir en mí,

Que si yo entonces debería perder no la audacia,

la Oratoria, yo debería enamorar toda la humanidad. "

Subiendo a la séptima terraza, Dante se pregunta cómo es posible para almas incorpóreas tener el aspecto descarnado de las almas siendo privadas de comida aquí. En explicación, Estacio habla de la naturaleza del alma y su relación al cuerpo (Canto XXV).

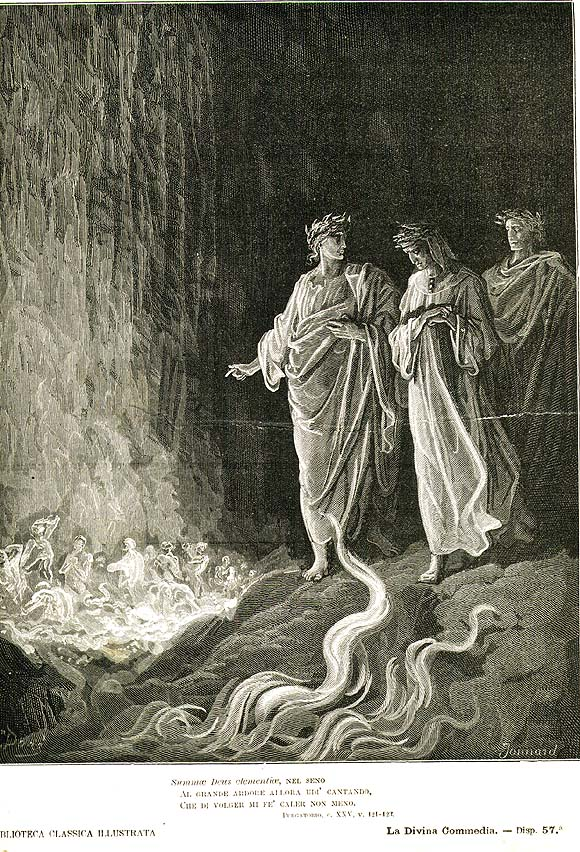
Virgilio, Dante y Estacio al lado de las llamas de la séptima terraza, Canto 30.

### Séptima Grada (La Lujuria)
La terraza de la lujuria tiene una inmensa pared de llamas a través del cual todos deben pasar. Almas arrepintiéndose de deseo mal dirigido sexual se ejecutan a través de las llamas gritando ejemplos de la lujuria (Sodoma y Gomorra y Pasífae) y de la castidad y la fidelidad marital. Como una oración, cantan el himno Sumas Deus Clementiae (Dios de la Suprema Clemencia) de la Liturgia de las Horas (Cantos XXV y XXVI).
A medida que el círculo de la terraza, los dos grupos de penitentes se saludan de forma que Dante se compara con las hormigas:

"Allí veo de todas partes apresurarse

cada sombra y besarse una con otra

sin quedarse, contentas con breve fiesta:

así por entre su hilera oscura

se hociquean una con otra las hormigas,

quizá para saber del camino o la fortuna."

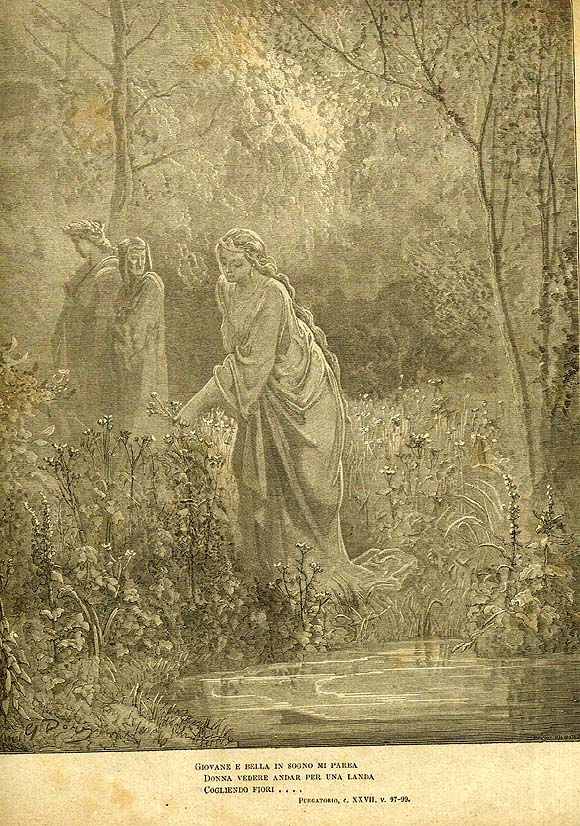
Dante sueña con Lea recogiendo flores, simbolizando la vida cristiana activa (no monástica), Canto 27.

Entre las flamas, a las que no se atreve a entrar, están los poetas románticos Guido Guinizelli y Arnaut Daniel, con quienes Dante conversa. Le recuerdan a Dante que a Beatriz puede encontrarla al otro lado del Paraíso Terrenal, finalmente Virgilio persuade a Dante para que pase entre las llamas (Cantos XXVI y XXVII).
En los escalones del paraíso terrenal, la noche cae por tercera vez, y Dante sueña con Lea y Raquel, quienes simbolizan la vida cristiana activa y no monástica, y también la vida cristiana de contemplación (monástica), ambas importantes (Canto XXVII):

"Joven y bella en sueños parecíame

ver una dama andando por una landa

cogiendo flores, y cantando decía:

Sepa quienquiera que mi nombre demanda

que soy Lía, y voy moviendo en torno

las bellas manos para hacerme una guirnalda.

Por placerme ante el espejo, me adorno;

pero mi hermana Raquel nunca se aparta

de su espejo, todo el día sentada.

Ella de ver sus bellos ojos está enamorada

como yo de adornarme con las manos;

a ella el mirar, y a mí el obrar nos aplaca."

## El Paraíso Terrenal

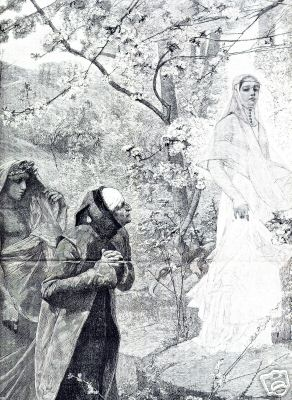
Dante encuentra a Matilda, Litografía de Cairoli (1889).

En la cima del Monte Purgatorio se encuentra el Paraíso Terrenal o el Jardín del Edén. Alegóricamente, representa la inocencia que existía antes de que Adán y Eva perdieran la gracia de Dios – el estado que el ascenso de Dante al purgatorio ha estado recuperando. Aquí Dante conoce a Matilda, una mujer cuya identidad literal y alegórica "es seguramente el problema más tentador de la Comedia." De todas maneras, Matilda prepara a Dante para su encuentro con Beatriz, la mujer a la que (históricamente) Dante dedicó sus anteriores poesías, la mujer a cuyo pedido (en la historia) Virgilio fue ordenado traer a Dante en su viaje, y la mujer que (alegóricamente) simboliza el camino a Dios (Canto XXVIII).
Con Matilda, Dante es testigo de una procesión que forma una alegoría dentro de la alegoría, algo así como la obra de Shakespeare en una obra de teatro. Tiene un estilo muy diferente del Purgatorio como un todo, tiene la forma de una máscara, donde los personajes están caminando símbolos en lugar de personas reales. La procesión consiste (Canto XXIX):
- "Veinticuatro ancianos"[55] (referencia a Apocalipsis 4:4[56]), que representan los 24 libros de la Biblia Hebrea, tal y como los clasificó San Jerónimo[57]
- "Cuatro animales" con "seis alas de plumas"[58] (referencia a Apocalipsis 4:6–8[59]), como una representación tradicional de los cuatro Evangelistas[57]
- "Un carro triunfal en dos ruedas,"[60] portando a Beatrice, que es arrastrado por...
- Un Grifo,[61] representando la divinidad y humanidad de Cristo[57]
- "Tres mujeres en círculos" vestidas de rojo, verde y blanco,[62] representando las tres virtudes teologales: Caridad, Esperanza y Fe respectivamente[57]
- "Otras cuatro mujeres"[63] vestidas de púrpura,[64] representando las cuatro virtudes cardinales: Prudencia, Coraje, Justicia y Templanza[57]
- "Dos ancianas, con vestidos diferentes,"[65] representando los Hechos de los Apóstoles y las Epístolas paulinas[57]
- "Cuatro personas de aspecto humilde,"[66] representando las Epístolas generales[57]
- "Cuando todos los demás pasan, un solitario anciano,"[67] representando el Apocalipsis[57]

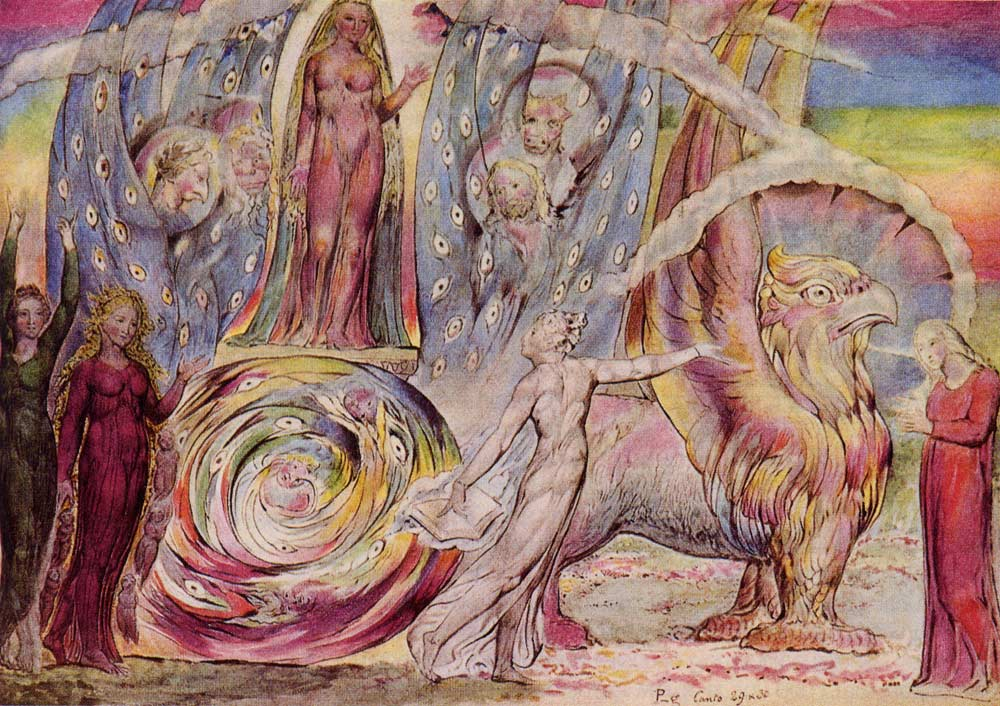
Beatriz dirigiéndose a Dante, por William Blake, mostrando el "carro triunfal" que lleva a Beatriz y que fue dibujado por el Grifo, así como cuatro de las damas que representan las virtudes, Canto 29.

La apariencia de Beatrice, y una dramática escena de reconciliación entre Beatrice y Dante, en el que ella reprocha su pecado (Cantos XXX and XXXI), ayuda a cubrir la desaparición de Virgilio, que, como símbolo de la filosofía y humanidad no cristiana, no puede ayudarle más en su acercamiento a Dios (Y en el resto de "Divina Comedia", Beatriz se convierte en la guía de Dante):

"Pero Virgilio nos había privado de sí mismo,
Virgilio, el más gentil padre, Virgilio,
quien me dio auto de fe para mi salvación;
e incluso toda nuestra antigua madre perdida
no era suficiente para mantener a mis mejillas, a pesar de lava
de rocío, el oscurecimiento de nuevo con lágrimas. "71

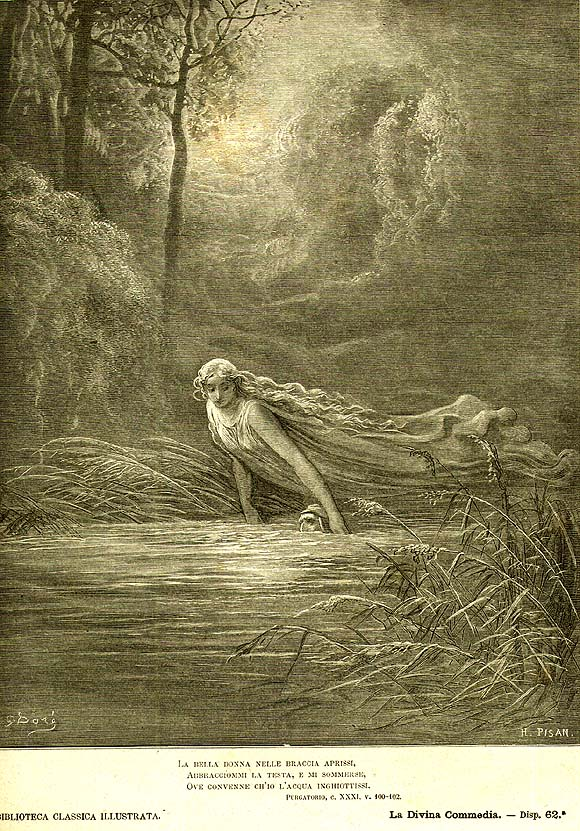
Matilda ayuda a Dante a pasar por el río Lethe, Canto 31.

Dante pues pasa por el río Lethe, que le borra la memoria de sus anteriores pecados (Canto XXXI), y ve una alegoría de la historia Bíblica y de la Iglesia, en la que el carruaje representa a la Iglesia. Esta alegoría incluye una denuncia de los papados corruptos, y sus vínculos con la monarquía Francesa (Canto XXXII):

"Tan segura como una fortaleza sobre una alta montaña,

vi sentada en el carro a una prostituta desenvuelta,

paseando sus miradas en torno suyo.

Y como para impedir que se la quitaran,

vi un gigante colocado en pie junto a ella,

y ambos se besaban de vez en cuando;"

Finalmente, Dante bebe del río Eunoë, recuperando la memoria, y preparándose para su ascenso al Paraíso (descrito en el Paraíso). Al igual que en las otras dos partes de la Divina Comedia, el Purgatorio acaba con la palabra "estrellas" (Canto XXXIII):

"Volví a aquellas sacrosantas ondas

tan reanimado como las plantas nuevas

renovadas con nuevas hojas, 

purificado y dispuesto a subir a las estrellas."

## ElPurgatorioen las artes
La Divina Comedia fue una fuente de inspiración para incontables artistas por casi siete siglos. Mientras las referencias al Inferno son las más comunes, también hay muchas al Purgatorio. La Sinfonía Dante (Dresde, noviembre de 1857) de Franz Liszt tiene un movimiento dedicado al Purgatorio. También la Divina Comedia de Robert W. Smith. Chaucer y otros hicieron referencia al Purgatorio en sus escritos. Muchos artistas visuales representaron escenas del Purgatorio, incluyendo Gustave Doré, John Flaxman, Dante Gabriel Rossetti, John William Waterhouse, y William Blake.